# Claude Bertaud
Ne doit pas être confondu avec Claude Bertaud de la Vaure.
Pour les articles homonymes, voir Bertaud.
Claude Bertaud, né le 1er novembre 1945, est un homme politique français.

## Biographie
Issu du mouvement des Familles rurales, il est professeur de l'enseignement agricole et directeur de la Maison Familiale Rurale de Benassay, puis assistant parlementaire de Jean-Yves Chamard, député de la Vienne.

### Sénateur
Il est sénateur de la Vienne de 2004 à 2005 en remplacement de Jean-Pierre Raffarin, puis il démissionne lorsque ce dernier quitte sa place de premier ministre et souhaite être réélu.

### Président du conseil général
Conseiller général du canton de Vouillé, il est élu président du conseil général de la Vienne le 20 mars 2008, succédant à Alain Fouché, et réélu à ce même poste en 2011.
Pendant son mandat divers entreprises s'installent dans la Vienne (Euraxo, Délipapier, etc.) ainsi que le cinquième Center Parcs en France, dont l'ouverture est prévue courant 2015, à proximité de Loudun. C'est également sous sa présidence que la gestion du Futuroscope (parc européen de l'image imaginé par René Monory) a été laissée à la Compagnie des Alpes, qui devient actionnaire à hauteur de 45 % de la société d'économie mixte. Cette vente a permis de collecter les fonds nécessaires aux équipements du Center Parcs.

### Autres mandats
Ancien maire de Benassay, il est conseiller général du canton de Vouillé de 1985 à 2015. Il décide de ne pas se représenter lors des élections départementales de 2015.

## Distinction
- Officier de la Légion d'honneur en 2016, chevalier en 2007[2]
- Chevalier de l’Ordre National du Mérite (1994).Chevalier de l’Ordre des Palmes Académiques (1989)